# Порт-де-Пантен (станция метро)
Порт-де-Пантен (фр. Porte de Pantin) — станция линии 5 Парижского метрополитена, расположенная в XIX округе Парижа. Названа по развязке с Периферик, построенной на месте ликвидированной в 1920-х годах заставы стены Тьера, через которую авеню Жан Жорес продолжалась в коммуну Пантен.

## История
- Станция открылась 12 октября 1942 года в составе пускового участка Гар-дю-Нор — Эглиз-де-Пантен, заменившего собой юго-западную дугу линии, перешедшую в состав линии 6.
- Пассажиропоток по станции по входу в 2011 году, по данным RATP, составил 4 477 959 человек[2]. В 2013 году этот показатель вырос до 4 675 965 пассажиров (95 место по уровню входного пассажиропотока в Парижском метро)[3].

## Достопримечательности
В начале 1990-х годов возле станции сформировался кластер зданий, тесно связанных с музыкальной жизнью Парижа. В его состав входят Музыкоград, концертный зал "Зенит" и новое здание Парижской Высшей национальной консерватории музыки и танца. Также в пешей доступности располагается парк Ла-Виллет.

## Путевое развитие
На перегоне Порт-де-Пантен — Гош располагается тупик для отстоя составов. Въезд в этот тупик возможен только с пути, по которому поезда следуют в направлении Урк.

## Галерея
- Зал станции
- Вид путевой стены
- Название станции, выложенное плиткой